# Sondrio (stad)
Sondrio is een stad in Lombardije, Italië. Het is de hoofdstad van de gelijknamige provincie.
Sondrio is met zijn 21.000 inwoners een van de kleinste provinciehoofdsteden van Italië. Het is de officieuze hoofdstad van het Valtellina, het dal van de rivier de Adda in de Rhetische Alpen. De Adda stroomt door de stad Sondrio. De stad zelf ligt op een hoogte van 307 meter.
De naam Sondrio is afgeleid van het Latijnse Sundrium: exclusief eigendom. Sondrio behoorde tot 1797 tot Graubünden, nu een kanton van Zwitserland. De stad ligt op ongeveer 20 kilometer van de Zwitserse grens.

## Partnersteden
- Radovljica (Slovenië)
- São Mateus (Brazilië), sinds 2004
- Sindelfingen (Duitsland), sinds 1962

## Geboren
- Gianni Celati (1937-2022), schrijver en vertaler
- Giulio Tremonti (1947), politicus en econoom
- Arianna Fontana (1990), shorttrackster
- Nicola Bagioli (1995), wielrenner